# MDGRAPE-3
MDGRAPE-3とは、理研の分子動力学シミュレーション専用の超高速計算機（スーパーコンピュータ）である。理研とインテル、日本SGIが共同開発した。分子動力学シミュレーションを飛躍的に加速する。
MDGRAPE-3チップは、1チップで165GFlopsの計算速度を実現する。MDGRAPE-3を用いることで、たんぱく質や新規材料等の分子動力学シミュレーションの他に、X線結晶解析での構造因子計算、渦法やSPH法による流体計算、電磁気計算、境界要素法などの計算を加速できる。
MDGRAPE-3は、IBMのRoadrunnerに先駆けて、世界で初めて毎秒1000兆回の演算(1PetaFLOPS)を達成したスパコンである。スーパーコンピューターの演算性能をはかる標準ベンチマークソフトであるLINPACKを動作させられないため、スーパーコンピューターの世界ランキングTOP500には名を連ねていないものの、理論性能では、IBMのBlue Gene/Lの3倍の演算性能を保有している。